# Aleksandrowicz III
Aleksandrowicz III (Nie mylić z herbem Aleksandrowicz - Kruki) – herb szlachecki. Pojawił się w Małorosyjskim Gierbowniku autorstwa W.K. Łukomskiego i W.L. Modzelewskiego. Należy więc przypuszczać, że używała go rodzina osiadła na Ukrainie.

## Opis herbu
Tarcza dzielona w skos lewy. W polu prawym, purpurowym strzała srebrna na opak. W polu lewym, błękitnym serce czerwone na nim krzyż kawalerski złoty, na którym ptak srebrny, stojący, w lewo. W klejnocie naga kobieta trzymająca kawałek płótna srebrnego. Labry błękitne, podbite złotem.

## Herbowni
Aleksandrowicz.